# Marcha Badenweiler
A Marcha Badenweiler ou Badonviller é uma famosa marcha militar bávara criada por Georg Fürst (1870-1936).
Fürst a compôs sob o nome de Badonviller Marsch para o Regimento Real de Infantaria da Baviera. O título refere-se ao combate de 12 de Agosto de 1914 próximo a Badonviller (Badenweiler, em alemão) em Lorena, no qual o regimento conquistou sua primeira vitória contra os franceses na Primeira Guerra Mundial.

## Alemanha Nazista
A marcha Badenweiler é  considerada a composição favorita de Adolf Hitler e serviu como tema de abertura para as aparições do Führer . Seu uso também era constante nos noticiários de guerra (e.g. Die Deutsche Wochenschau) da Alemanha.